# Будрин, Алексей Иванович
Алексе́й Ива́нович Бу́дрин (6 (18) февраля 1861 — 10 сентября 1918 или 15 сентября) — член IV Государственной думы от Пермской губернии, священномученик.

## Биография
Родился в семье священника 6 (18) февраля 1861 года в Пермской губернии.
По окончании Пермской духовной семинарии (1882) священствовал в селе Сыринском Красноуфимского уезда (1883—1887). В 1887—1892 годах состоял законоучителем Красноуфимского реального училища, с 1891 — и. д. инспектора классов и законоучителем Пермского епархиального женского училища. Затем был ключарем Пермского кафедрального собора и членом Пермской духовной консистории (1896—1909).
В 1909 году был возведён в сан протоиерея, в декабре того же года назначен настоятелем Красноуфимского собора. Также состоял благочинным городского округа и председателем Красноуфимского уездного отделения епархиального училищного совета. По выбору городской думы был членом училищного совета, членом педагогического и попечительного совета местной женской гимназии и членом попечительного совета промышленного училища, а также председателем церковно-приходского попечительства.
В 1912 году был избран в члены Государственной думы от Пермской губернии съездом землевладельцев (имел 350 десятин церковной земли и дом в Перми). Входил во фракцию русских националистов и умеренно-правых (ФНУП), после её раскола в августе 1915 года — в группу прогрессивных националистов и Прогрессивный блок. Состоял секретарем редакционной комиссии (со 2 декабря 1916), а также членом комиссий: по исполнению государственной росписи доходов и расходов, по вероисповедным вопросам, распорядительной и по делам православной церкви.
После Октябрьской революции оставался в Петрограде, был священником церкви Равноапостольной Марии Магдалины при Ивановском девичьем училище. Затем вернулся в Пермскую губернию, был священником в одной из церквей Красноуфимского уезда.
Расстрелян большевиками в сентябре 1918 года. На Архиерейском соборе 2000 года был прославлен как священномученик.

## Семья
Был женат, имел шестерых детей: Александра (1883), Стефан (1885), Капитолина (1886), Лидия (1889), Алексий (1891), Любовь (1893).